# E25 (Ecuador)
Die E25 oder Troncal de la Costa ist eine Nationalstraße 1. Ordnung in Ecuador. Sie bildet eine Nord-Süd-Route von San Miguel de los Bancos durch Santo Domingo, Quevedo und Alamor bis an der Grenze zu Peru. Die E25 ist 664 Kilometer lang.

## Straßenbeschreibung
Die E25 verläuft trotz des Namens „Troncal de la Costa“ in erster Linie in einiger Entfernung von der Küste, das Ende der Straße ist jedoch in der Küstenregion. Im Osten liegen die hohen Anden, im Westen liegt die nicht flache Küstenregion.
Die E25 beginnt in San Miguel de los Bancos etwa 40 Kilometer nördlich von Santo Domingo und 65 km westlich von Quito an der E28. Die Straße kreuzt die E20 nordöstlich von Santo Domingo und verläuft auf einem etwa zwei Kilometer langen Teilstück nördlich der Stadt gemeinsam mit dieser. Am Redondel Sueño de Bolívar knickt die E20 nach Nordwesten in Richtung Esmeraldas ab, während die E25 weiter entlang des Stadtrands von Santo Domingo verläuft. Zusammen mit der E20 und der E25A bildet die E25 einen Ring um Santo Domingo.
Die Troncal de la Costa führt über Quevedo und Babahoyo östlich an die Hafenstadt Guayaquil heran und verläuft dann über Milagro näher zur Küste bis nach Machala. Danach führt die Route wieder ins Landesinnere durch bergiges Gebiet. Sie quert einen Bergpass mit ca. 700 Meter und endet in Zapotillo an der Grenze zu Peru. Auf der peruanischen Seite führt die Straße den Namen der Ruta 1 N nach Sullana.

## Geschichte
Die E25 ist traditionell eine der Hauptrouten von Ecuador, insbesondere im Teil zwischen Santo Domingo und der Region Guayaquil. Der südliche Teil ist von untergeordneter Bedeutung und wird vom Durchgangsverkehr nach Peru genutzt. Teile der E25 sind mautpflichtig.